# Kostel svatého Bartoloměje (Bohuslavice u Konice)
Kostel svatého Bartoloměje je farní kostel v Bohuslavicích zasvěcený svatému apoštolovi Bartoloměji dostavěný v barokním slohu v roce 1714 a vysvěcený 15. června 1714. Kostel je zapsán na seznam kulturních památek ČR.

## Architektura
Jde o prostou orientovanou jednolodní podélnou stavbu s odsazeným trojboce uzavřeným kněžištěm. Loď má obdélníkový půdorys, nad odsazeným vstupem se v ose stavby zvedá vysoká věž z roku 1768. 